# Мелетий (Егоренко)
Митрополит Меле́тий (в миру Валенти́н Влади́мирович Егоренко; 17 июля 1962, ГРП-21, Джамбульская область, Казахская ССР) — епископ Украинской православной церкви, митрополит Черновицкий и Буковинский, председатель отдела внешних церковных связей Украинской православной церкви, постоянный член Священного синода Украинской православной церкви

## Биография
Родился 17 июля 1962 года в семье служащего, в ГРП-21 (Геологоразведовательная партия, позднее ГРЭ-21 экспедиция) Джамбульской области Казахской ССР. С 1963 года проживал в городе Кропоткине Краснодарского края.
С 1969 по 1979 год учился в средней общеобразовательной школе, с 1980 года нёс послушание чтеца в Покровском соборе города Кропоткина Краснодарской епархии.
В 1981—1983 годах служил в рядах Советской армии.
В 1983 году поступил в Московскую духовную семинарию.
В сентябре 1986 года был принят в состав братии Троице-Сергиевой лавры, 3 декабря пострижен в монашество наместником лавры архимандритом Алексием (Кутеповым), а 19 декабря того же года в Успенском кафедральном соборе Владимира архиепископом Владимирским и Суздальским Серапионом (Фадеевым) был рукоположён в сан иеродиакона.
После окончания обучения в Московской духовной семинарии в 1987 году учебным комитетом был направлен во Львовскую епархию для пополнения братии Успенской Почаевской лавры.
В декабре 1990 года был переведён в клир Черновицкой епархии и назначен секретарём епархиального управления.
6 января 1991 года в Свято-Духовском кафедральном соборе города Черновцов был рукоположён в сан иеромонаха епископом Черновицким и Буковинским Онуфрием (Березовским).
24 июня 1992 года по благословению митрополита Киевского и всея Украины Владимира (Сабодана) был возведён в сан архимандрита.
В 1996 году окончил полный курс Московской духовной академии.

## Архиерейское служение
16 июля 2006 года постановлением Священного синода Украинской православной церкви архимандриту Мелетию было определено быть епископом Хотинским, викарием Черновицкой епархии.
30 июля 2006 года в Успенском соборе Киево-Печерской лавры состоялась его архиерейская хиротония, которую совершили: митрополит Киевский и всея Украины Владимир (Сабодан), митрополит Черновицкий и Буковинский Онуфрий (Березовский), митрополит Воронежский и Борисоглебский Сергий (Фомин), митрополит Луганский и Старобельский Иоанникий (Кобзев), архиепископ Тернопольский и Кременецкий Сергий (Генсицкий), архиепископ Львовский и Галицкий Августин (Маркевич), архиепископ Сарненский и Полесский Анатолий (Гладкий), архиепископ Хустский и Виноградовский Иоанн (Сиопко), архиепископ Вышгородский Павел (Лебедь), архиепископ Переяслав-Хмельницкий Митрофан (Юрчук), епископ Черниговский и Нежинский Амвросий (Поликопа), епископ Каменец-Подольский и Городокский Феодор (Гаюн), епископ Почаевский Владимир (Мороз).
23 ноября 2013 года в домовом храме во имя святителя Николая Чудотворца при Предстоятельской резиденции в Киево-Печерской Лавре митрополитом Владимиром (Сабоданом) возведён в сан архиепископа.
16 сентября 2014 года решением Священного синода УПЦ назначен архиепископом Черновицким и Буковинским.
17 августа 2016 года в Успенском соборе Киево-Печерской лавры митрополитом Киевским и всея Украины Онуфрием (Березовским) возведён в сан митрополита.
17 августа 2021 года решением Синода Украинской православной церкви назначен председателем Отдела внешних церковных связей УПЦ и постоянным членом Священного Синода УПЦ.

## Санкции
12 декабря 2022 года, на фоне вторжения России на Украину, внесён в санкционный список Украины против иерархов УПЦ «за пособничество и оправдание российской агрессии против Украины, а также продвижение идей "русского мира" в стране». Санкции, предусматривают заморозку активов, запрет на ведение коммерческой деятельности сроком на пять лет. По данным СБУ фигуранты санкционного списка согласились на сотрудничество с оккупационными российскими властями, продвигают пророссийские нарративы, оправдывают военную агрессию России в Украине.

## Награды
В 2012 году награждён орденом преподобного Сергия Радонежского II степени.